# Espot
Espot és un poble i municipi de la comarca del Pallars Sobirà. És dels pocs termes de la comarca que al llarg del segle xx no han sofert cap mena d'agregació d'altres municipis.
Està situat al nord-oest de la comarca, a llevant del Parc Nacional d'Aigüestortes i Estany de Sant Maurici, del qual és una de les entrades. Una part important d'aquest parc és dins del terme municipal d'Espot, sobretot un dels seus llocs més emblemàtics: els Encantats i l'Estany de Sant Maurici.
Forma part de la Vall d'Àneu, però el terme està situat a la vall del riu Escrita, subsidiària de la Vall d'Àneu en el seu sector meridional. L'altitud de les muntanyes que delimiten la vall, així com les seves característiques climatològiques, han permès l'establiment a la vall d'una estació d'esquí, Super Espot, que han fet de la vall i d'Espot mateix un dels paratges més turístics de la comarca.
El poble d'Espot presenta, tot i que propers entre ells, tres nuclis diferenciats: el poble vell, conegut com a l'Obago, l'eixample de llevant, on se situa la Casa de la Vila actual i l'església parroquial de Santa Llogaia, la Casa del Parc i la Casa de Colònies d'Espot i lo Solau, més al nord, de recent construcció.
A més del nucli d'Espot, el terme compta amb un altre poble, Estaís, l'estació d'esquí, amb dos petits nuclis de població, Super Espot i Berrader, restes del poblat de Llort, entorn del castell de Llort, restes de l'església de Santa Maria d'Espot, de l'ermita de Sant Maurici, de la capella de Sant Jaume, de la torre de la Torrassa, la central hidroelèctrica d'Espot i nombroses bordes, a part dels entorns d'Estaís, que són tractats a l'article dedicat a aquest poble.

## Etimologia
Segons Joan Coromines, Espot és un dels molts topònims pirinencs d'origen bascoide. Tot i l'evidència, segons Coromines, de l'origen preromà, bascoide, es poden aventurar almenys dues hipòtesis diferents: la unió de l'arrel «aitz» (penya, roca) amb «pe» (sota) i «ote», és a dir, «l'argelaga dessota la penya», fent referència al seu emplaçament, tot i que el mateix Coromines apunta que tot i l'abundància de penyes al terme d'espot, el poble no està ubicat sota cap penya notable. Arrel d'això proposa la segona hipòtesi, el fa venir d'«ez-» (prefix de negació) i «boti» (junts, units), que descriuria l'existència, documentada des d'antic, dels dos «Espot»: l'Obago i el Solau: «no units, separats».

## Geografia
- Llista de topònims d'Espot (Orografia: muntanyes, serres, collades, indrets..; hidrografia: rius, fonts...; edificis: cases, masies, esglésies, etc).

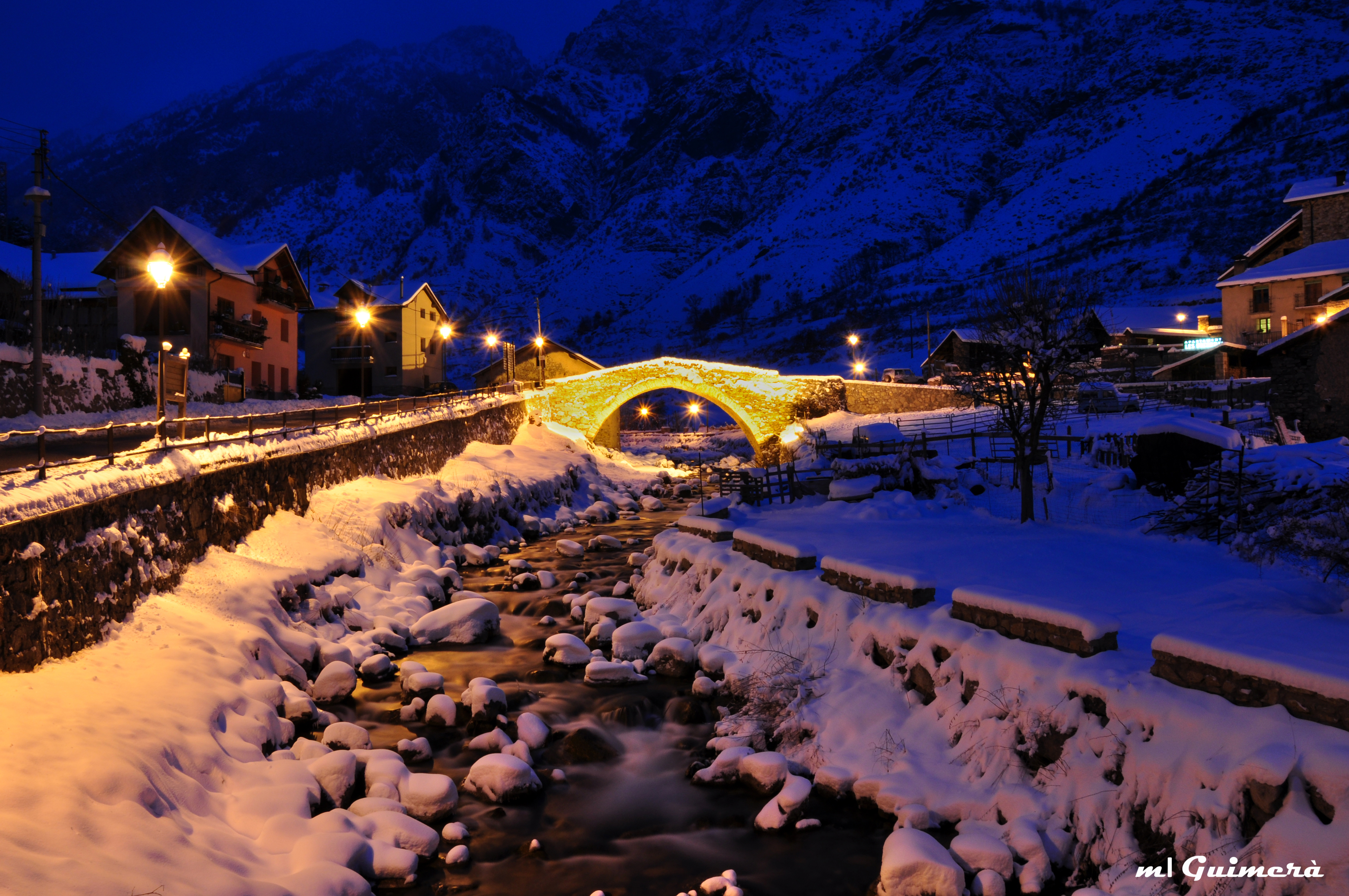
El riu Escrita i el pont de la Capella, a l'hivern

Espot està situat al centre de la vall del riu Escrita, subsidiari de la Noguera Pallaresa, en el vessant nord-est dels cims del Pui de Linya i del Bony de la Pastera, al nord-oest de l'interfluvi del riu de Peguera amb l'Escrita. És en el lloc més ample d'una tancada vall d'origen glacial, amb carenes de muntanyes que la limiten pel nord-est amb cims que van dels 1.600 als 2.100 metres d'altitud, i pel sud-oest amb alçades que arriben a més dels 2.850. Forma part de la Vall d'Àneu, tot i que és una vall secundària respecte de la principal. Espot té al nord els termes d'Alt Àneu i de la Guingueta d'Àneu, a llevant aquest darrer terme, a migdia, els de Rialb i Sort, i a ponent el terme de la Torre de Cabdella, del Pallars Jussà, i el de Naut Aran, de la Vall d'Aran.
Termes municipals limítrofs:
| Naut Aran (Vall d'Aran)              | Alt Àneu     | La Guingueta d'Àneu |
| La Vall de Boí (Alta Ribagorça)      |              | La Guingueta d'Àneu |
| La Torre de Cabdella (Pallars Jussà) | Sort i Rialb |                     |

El terme d'Espot està format per tres àmbits diferents, que són continuïtat un de l'altre. En primer lloc, l'alta vall de l'Escrita, quan encara no rep aquest nom, amb tota la seva capçalera completa, més la vall de Peguera, per on baixa el riu de Peguera, afluent de l'Escrita ran mateix d'Espot. Aquest espai forma part del Parc Nacional d'Aigüestortes i Estany de Sant Maurici.
En segon lloc, es troba la vall mitjana d'aquest riu, entorn del poble d'Espot. En el vessant de migdia de la vall es troba el poblet de Berrader, el de Super Espot i l'Estació d'esquí d'Espot Esquí.
Finalment, la vall baixa del mateix riu, en el tram que aquest emprèn la direcció nord-est, que conté el poble d'Estaís, el Castellot d'Estaís, el Castell de Llort i la Torrassa, amb el Pantà de la Torrassa i la Central hidroelèctrica d'Espot.

### Perímetre del terme municipal

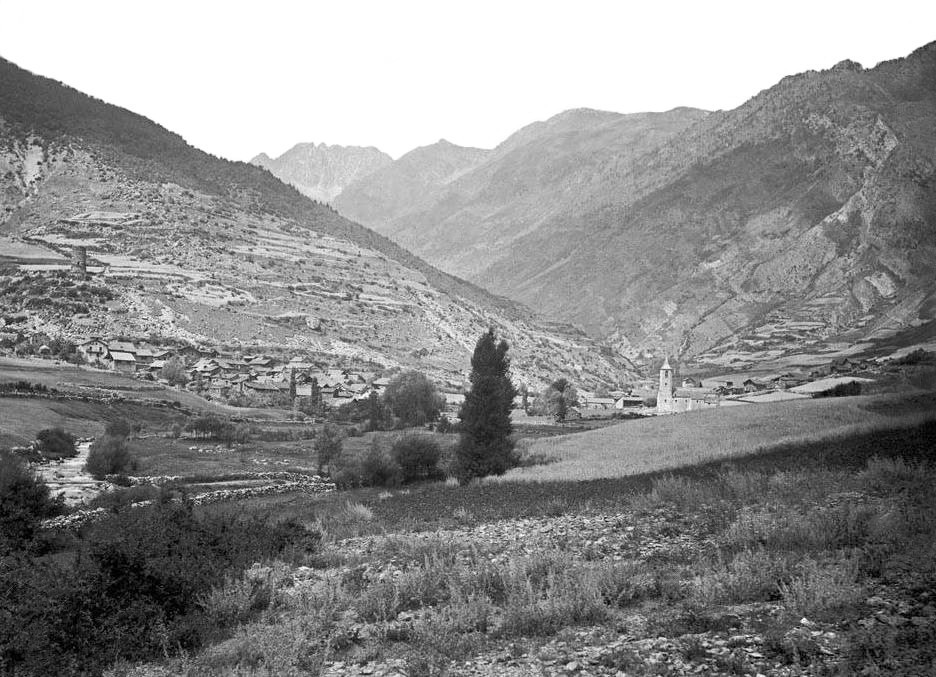
Espot el 1889

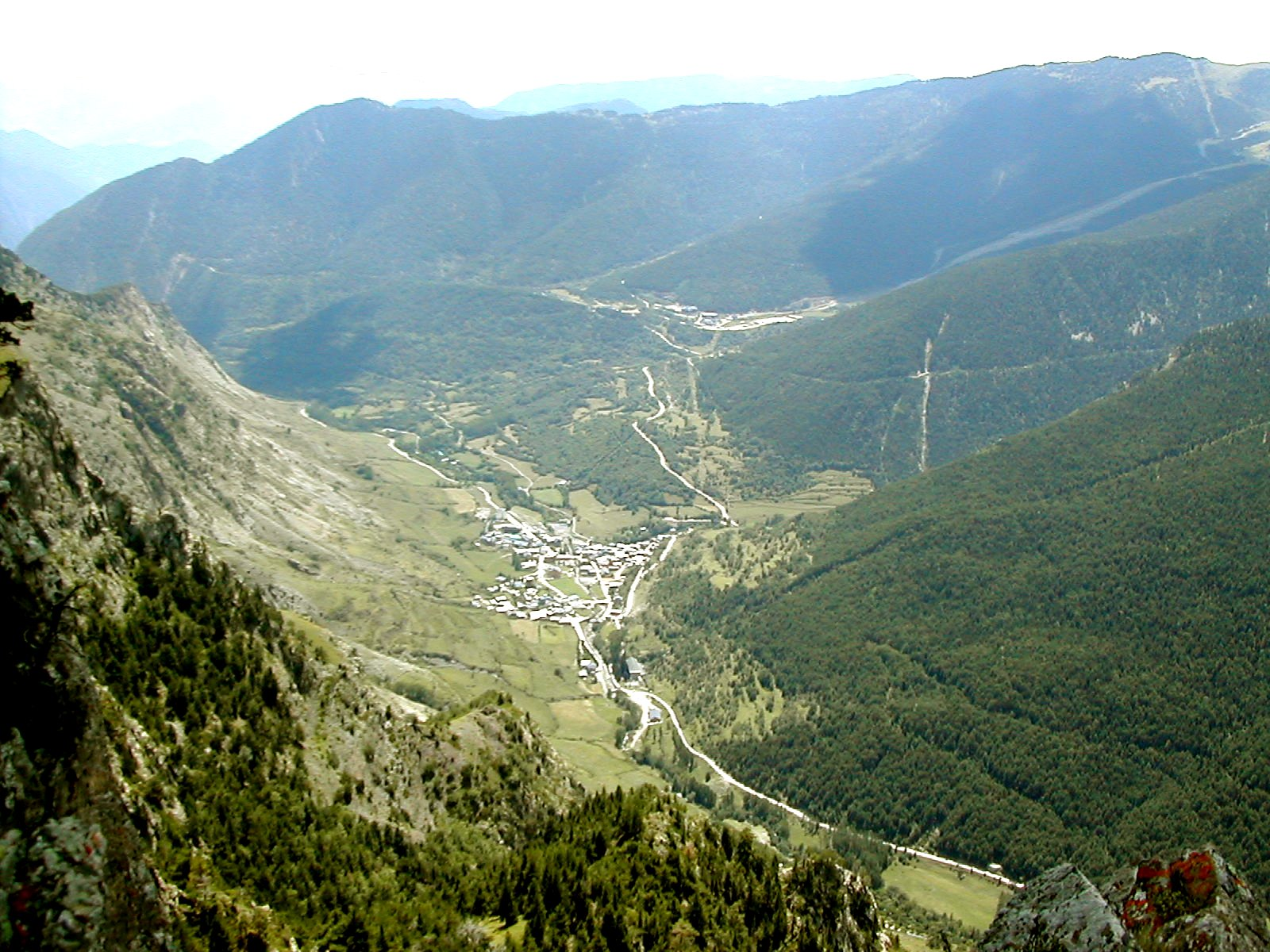
263.991x263.991px

Comença aquesta descripció en el pic de Quartiules, on s'inicia, cap a ponent, el sector més muntanyós del terme. Aquest pic està situat al nord, zona central, del terme municipal d'Espot.

#### Límit amb l'antic terme deSon(ara,Alt Àneu)
En aquest pic comença el traçat més muntanyós del termenal d'Espot: del pic de Quartiules baixa cap a ponent, decantant-se progressivament cap al nord-oest, cap al coll de Fogueruix (2.107,5 m. alt.), segueix tota la serra del Pago, passant per la plana d'Aires (2.230,9), fins a l'extrem de llevant de lo Planell (2.457,6), on gira cap a ponent fins a lo Pinetó, o Roca Blanca (2.646,9). Aleshores gira cap al sud-oest per anar a buscar, sempre per la carena, el coll del Pinetó (2.552,9) i el pic Oriental del Pinetó (2.626). Torna a girar, ara cap al nord-oest, fins al cim de les Agudes (2.714,5). Allí gira altre cop cap al sud-oest per seguir tota la serra de les Agudes fins al coll de Pui Pla (2.658,9).
Des d'aquest coll, ara cap al nord-oest, s'adreça al Pui Pla (2.831,2), torna a girar, ara cap al nord, cap al Montsaliente (2.890,4), emprèn cap al nord-oest fins al port de Sant Maurici, i tot seguit, cap al coll de Bassiero. Allí, en el contrafort nord-est dels pics de Bassiero, es troba el termenal entre Son, Espot i la Mancomunitat dels Quatre Pobles.

#### Límit amb laMancomunitat dels Quatre Pobles(ara,Alt Àneu)
El termenal amb la Mancomunitat dels Quatre Pobles pren la forma d'unes dents de serra tant sobre el mapa com en alçat, i segueix una carena de força altitud: els pics de Bassiero (2.903,5 metres d'altitud), la canal de la Trampa (2.727,1), el pic d'Amitges (2.848,5), el pic de Saboredo (2.829,5) i la serra de Saboredo, fins que, a l'extrem occidental d'aquesta serra, al port de Ratera (2.542,8), es troba el termenal triple entre Espot, la Mancomunitat dels Quatre Pobles (ara, terme municipal d'Alt Àneu) i Tredòs (actualment, terme municipal de Naut Aran). Es tracta també del límit entre el Pallars Sobirà i la Vall d'Aran.

#### Límit amb l'antic terme deTredòs(ara,Naut Aran)
Del port de Ratera, el termenal amb Tredòs s'adreça cap a l'oest, fent una mena de graó cap a migdia, per assolir aviat el tuc de Ratera, de 2.861,3 metres d'altitud. Entre aquests dos punts, queda al sud, dins d'Espot, l'estany del Port de Ratera, i al nord, dins de Naut Aran, tot el circ de Saboredo, amb un bon nombre d'estanys. Al tuc de Ratera, el límit municipal gira cap a migdia, per arribar de seguida al tuc del Bergús (2.843,8), on torna a canviar de direcció. Ara cap al sud-oest, deixa al nord-oest, en terres araneses, l'Estanh de Ratèra de Colomèrs i l'Estanh deth Cap de Colomèrs, i en territori pallarès, al sud-est, els estanys Gelats del Bergús i l'estany del Bergús. Arriba al Portau de Colomèrs (2.728,9), i després de fer un altre graó, al Gran Tuc de Colomers (2.933,4), sempre seguint la carena més alta. En aquest cim es troben els termes d'Espot, Tredòs i la Vall de Boí i, per tant, les comarques del Pallars Sobirà, la Vall d'Aran i l'Alta Ribagorça.

#### Límit amb l'antic terme deBarruera(ara,la Vall de Boí)
Del Gran Tuc de Colomers, el termenal segueix cap al sud-est en línia recta fins al cap de la Pala Alta d'Estany Llong, de 2.790,3 metres d'altitud, des d'on marca un arc còncau cap al sud-oest que duu fins al tossal Esbonllat (2.637,5). Tot seguit trenca cap a l'est per anar a buscar l'extrem meridional de l'estany Redó, a 2.118,5 m. alt., des d'on continua cap al sud-est, fins a la carena oest de l'agulla del Portarró, a un roc, a 2.430,6 m. alt., on trenca cap al sud.
En aquest lloc, cap a migdia, va a trobar l'extrem de ponent de la bassa de les Granotes, travessa el barranc de Peixerani, frega per l'oest l'estany Perdut, travessa els estanys dels Gavatxos i arriba al coll dels Gavatxos, entre el tossal de la Muntanyeta (a l'oest) i el pic de Subenuix i el pic Xic de Subenuix (a l'est). En aquest lloc es troben els termes d'Espot, Barruera (la Vall de Boí) i la Torre de Cabdella i, per tant, també les comarques de l'Alta Ribagorça, el Pallars Sobirà i el Pallars Jussà.

#### Límit amb el terme dela Torre de Cabdella
Per poca estona, el termenal, ara amb la Torre de Cabdella, encara emprèn la direcció nord-est. Ara bé, al cap de poc menys de 700 metres arriba al pic de Subenuix, de 2.905,5 m. alt. A partir d'aquest pic, el termenal va baixant, sempre fent ziga-zagues pel cim de la carena, cap al sud-est. Arriba al pic Morto, de 2.902 m. alt., seguint les Pales de la Muntanyeta, i per Sobremonestero segueix la mateixa direcció, però cada cop més decantada cap al sud. Passa pel pic de Sobremonestero, de 2.879,5, el pic de Mar, de 2.841,9, passat el qual la línia de terme gira ara cap a llevant, per anar a buscar el coll de Mar (2.752,5), el coll de Peguera (2.717,7) i el pic de Peguera (2.980,1). Al pic de Peguera, punt més alt del terme municipal de la Torre de Cabdella, torna a agafar la direcció sud-est, cap al tuc de Saburó (2.905,7), on torna a emprendre cap al sud. Aquesta zona és una de les regions pirinenques amb més estanys de muntanya. Al cap de poc arriba a la collada de Saburó, de 2.668,3 m. alt., on emprèn un tros de termenal en forma d'arc cap al sud-est convex cap al sud-oest, fins que arriba al pic de la Mainera, de 2.909,3 m. alt., on es troben altre cop tres termes: la Torre de Cabdella, Espot i Sort, en el que fou l'antic terme municipal de Llessui.

##### Límit amb l'antic terme deLlessui(ara,Sort)
Des del pic de la Mainera, la línia divisòria de termes municipals segueix la cresta de la Mainera cap al nord-est, fins al seu extrem nord-est, que assoleix l'alçària de 2.825,7 metres, i torç cap a llevant, per seguir la cresta de l'Avió, formant un arc cap al nord-est. Així, arriba al Muntanyó (2.781,2), baixa cap al sud-est fins al coll de Muntanyó (2.747,8); continua cap a llevant, passat el qual gira cap al sud per tal d'emprendre des del seu extrem nord el Serramont, passant per les Picardes (2.802,4) i els caps del Tou (2.782,7). Seguint sempre la carena de Serramont, es va decantant cada cop més cap al sud-est, i després segueix la carena de la Serravilla justament fins a la meitat, el punt més alt, de 2.412,9 metres d'altitud. En aquest punt es troben els termes d'Espot, Sort (antic terme de Llessui) i Rialb (antic terme de Surp.

#### Límit amb l'antic terme deSurp(ara,Rialb)
El termenal amb Surp era breu: de carena a carena, saltant la vall de capçalera del torrent de Sendes. S'inicia al punt anterior, carena de Serravilla, baixa per un contrafort cap al nord-est fins a la costa de Roglana, travessa el torrent de Sendes i s'enfila cap al nord-est per l'altra banda de la vall per la solana de Sendes fins a arribar a l'extrem sud-oriental de la serra dels Estanyets, on es troben els termes d'Espot, Rialb (antigament, Surp) i la Guingueta d'Àneu (antic terme d'Escaló).

#### Límit amb l'antic terme d'Escaló(ara,la Guingueta d'Àneu)
Des del punt anterior, el termenal amb Escaló és una línia recta que no segueix cap criteri orogràfic; és dels típics límits traçats en un despatx amb un cop de regle i que, a la llarga, tants problemes provoquen, atès que tallen pel mig unitats geogràfiques. Així, el termenal talla la capçalera del riu de Caregue i totes les capçaleres de vall dels torrents afluents per l'esquerra del riu d'Escart. Aquesta línia recta, que segueix una direcció est-nord-est, arriba al bosc de Serrós, en el vessant sud-oriental del Pui Alt, des d'on davalla per una careneta fins a trobar la Noguera Pallaresa a prop i al nord de la fita quilomètrica 152 de la carretera C-13, que discorre en aquell lloc ran del riu. En aquest punt es trobaven els termes d'Espot, Escaló i Jou, els dos darrers actualment integrats en la Guingueta d'Àneu.

#### Límit amb l'antic terme deJou(ara,la Guingueta d'Àneu)
El llarg termenal amb Jou, ara amb la Guingueta d'Àneu, arrencava del punt anteriorment descrit cap al nord/nord-oest seguint la llera de la Noguera Pallaresa un bon tros aigües amunt. Arriba a envistes de la Guingueta d'Àneu, fins al pont situat a llevant del prat d'Arnaldo. Per tant, passa pel bell mig del pantà de la Torrassa. En aquest indret, el termenal se separa del riu cap al sud-oest travessant el prat d'Arnaldo, i anant a cercar la vora esquerra del barranc de Vellendo, que ressegueix un tros, per enfilar-se sempre cap al sud-oest. Parteix pel mig el bosc de Vellendo fins a atènyer la carena contrafort sud-oriental del pic de Boliera, de 1.934,1 metres d'altitud.
Un cop en aquesta carena, ja no la deixa: passa pel pic de Boliera, en direcció nord-oest, segueix la carena del serrat de Sant Jaume, fins que assoleix el pic de Quartiules, on ha començat aquesta descripció.

### Entitats de població
| Entitat de població | Habitants (2023) |
| Espot               | 344              |
| Estació d'Espot     | 21               |
| Estaís              | 21               |
| Berrader            | 2                |
| Font: Idescat       |                  |

La vall d'Espot compta amb dos pobles, Espot i Estaís, dues poblacions o veïnats moderns fruit de l'activitat d'esquí, Berrader i Super Espot, i de l'antic poble de Llort, o Novelles, reduït avui dia a un parell de bordes. A més, hi havia hagut les fortificacions medievals del Castell d'Espot, o Torre dels Moros, el Castellot d'Estaís, el Castell de Llort i la Torrassa, a més de les restes de l'església romànica de Santa Maria d'Espot.

#### Espot
El poble d'Espot està format per dos nuclis propers: Espot Solau, o de Dalt, a l'esquerra de l'Escrita, i Espot Obago, més al sud, a la dreta del riu. Els elements més destacats del poble són l'església parroquial de Santa Llogaia, el pont de la Capella i la Torre dels Moros, que és el que queda del castell d'Espot. Allunyades a llevant del poble hi ha les restes de l'església romànica de Santa Maria. Un altre element destacat del poble és la central hidroelèctrica de Sant Maurici, propera al nord-oest del nucli de població, especialment d'Espot Solau.
Les cases del poble són segons Montaña:
| - Casa Aleu - Casa Andreu - Casa Baró - Casa Berner - Casa Bonsoms - Casa Cabaler - Casa Cagalerta - Casa Casó - Casa Caso - Casa Casonet - Casa Cinto - Casa Cisca - Casa Coter - Casa Estanquer - Casa Esteve | - Casa Felip - Casa Ferrer - Casa Ferro - Casa Folquer - Casa Francina - Casa Frare - Casa Garravet - Casa Gorreta - Casa Guardabosc - Casa Guinot - Casa Gustí - Casa Gustí de Pernera - Casa Jep - Casa Jepmarí - Casa Joaquim | - Casa Làzaro - Casa Llessuià - Casa Madrilenya - Casa Margaridó - Casa Marineta - Casa Matacucs - Casa Moles - Casa Moliner - Casa Monell - Casa Mosseta - Casa Narcís - Casa Nàsia - Casa Pasqual - Casa Peirot | - Casa Peretó - Casa Peritx - Casa Pernera - Casa Pierró - Casa Platets - Casa Quet - La Rectoria - Casa Rei - Casa Roní - Casa Roia - Casa Sarros - Casa Sastre - Casa Sastressa - Casa Saurat | - Casa Serrador - Casa Serraire - Casa Taüllet - Casa Til·les - Casa Tistó - Casa Tomàs - Casa Ton - Casa Ton de Peritx - Casa Tonya - Casa Tornís - Casa Torrodà - Casa Valent - Casa Xaulet - Casa Zidret |

## Història

### Edat mitjana
Espot i tota la seva vall pertanyeren sempre a la Vall d'Àneu, i, per tant, foren sempre del domini dels comtes de Pallars, fins al final de l'edat mitjana.

### Edat moderna
Com la resta del Comtat de Pallars, el segle passà als ducs de Cardona i marquesos de Pallars, i es mantingué dins d'aquest domini fins a l'extinció dels senyorius, al segle xix.
En el fogatge del 1553, «Spot» declara 4 focs eclesiàstics i 16 de laics, uns 100 habitants.

### Edat contemporània
Pascual Madoz dedica un article del seu Diccionario geográfico... a Espot. S'hi llegeix que és una localitat amb ajuntament situada en un petit pla de la Vall d'Àneu, envoltada per alta muntanya. La combaten els vents de l'est i del nord, i el clima fred és propens a pulmonies i reumes. Tenia en aquell temps 78 i una mala presó de construcció mitjana, a més de l'església parroquial de Santa Llogaia, servida per un rector i quatre beneficiats; el rector és fill de la vall, i proveït pel rei vuit mesos l'any. La terra és muntanyosa, pedregosa, trencada i fluixa, en general de qualitat inferior, amb algunes muntanyes de les més altes de Catalunya, amb boscos de pins, avets, alzines i roures i altres despoblades. S'hi collia blat, sègol, ordi, patates, llegums, hortalisses i pastures abundants. S'hi criava bestiar, vacum, de llana, porcs, mules i cavalls, i hi havia caça de llebres, perdius, conills, isards, ossos i aus de pas, a més de pesca de truites i anguiles. Comptava amb 62 veïns (caps de casa) i 374 ànimes (habitants).
En el cens del 1857 Espot apareix amb 464 habitants i 115 cèdules personals inscrites, 361 i 93 a Espot i 103 i 22 a Estaís.

## Política

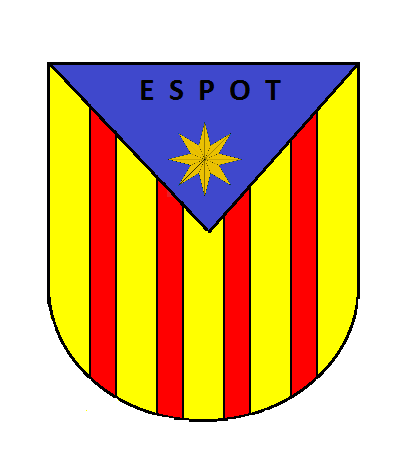
Escut municipal antic d'Espot

### Alcaldes
- Alcaldes constitucionals del segle xix:
  - Melcior Isús (1853)
- Des de les eleccions municipals del 1979:
  - Jaume Sebastià i Sebastià (1979 - 1981)
  - Francesc Bruna i Constanza (1981 - 1983)
  - Jaume Sebastià i Sebastià (1983 - 1987)
  - Jaume Eulogi Vidal i Castellarnau (1987 - 1991)
  - Carles Isús i Castellarnau (1991 - 1999)
  - Agustí Perot i Llimiñana (1999 - 2013)
  - Josep Maria Sebastià Canal (2013 - actualitat)

### Regidors
Des del 1979, Espot ha tingut els regidors següents: Joan Ramon Boneta Pujol, Francesc Bruna Constanza, Joan Bruna Constanza, Joan Carles Bruna Gallart, Jordi Camp Arnau, Rosa Farrando Sebastià, Francesc Forcada Badí, Pere Franch Farrando, Enric Freixa Jaimejuan, Jaume Gallart Gerotina, Carles Lluís Isús Castellarnau, Josep Isús Castellarnau, Montserrat Isús Vidal, Xavier Josep Lluís Bordoll, Albert Núñez de Prado Pujol, Agusti Perot Llimiñana, Josep Piñol Franch, Pere Saurat Portillo, Josep Maria Sebastià Canal, Àngel Sebastià Farré, Josep Lluís Sebastià Martí, Jaume Sebastià Sebastià, Josep Manuel Sestó Trabattoni, Jaume Eulogi Vidal Castellarnau i Maurici Vidal Duart.

### Legislatura 2011- 2015
| Candidatura | Candidatura | Cap de llista              | Vots | Regidors | % vots |
| ----------- | ----------- | -------------------------- | ---- | -------- | ------ |
|             | IxE-PM      | Agustí Perot i Llimiñana   | 132  | 5        | 59,73  |
|             | CiU         | Carles Isús i Castellarnau | 79   | 2        | 35,75  |
| Total       | Total       | 221                        | 221  | 7        |        |

- Agustí Perot Llimiñana (IxE-PM), Alcalde
- Josep Maria Sebastià Canal (IxE-PM), Regidor
- Rosa Farrando Sebastià (IxE-PM), Regidora
- Albert Núñez de Prado Pujol (IxE-PM), Regidor
- Montserrat Isús Vidal (IxE-PM), Regidora
- Carles Isús Castellarnau (CiU), Regidor
- Jordi Camp Arnau (CiU), Regidor.

## Demografia
| 1497 f | 1515 f | 1553 f | 1717 | 1787 | 1857 | 1877 | 1887 | 1900 | 1910 |
| ------ | ------ | ------ | ---- | ---- | ---- | ---- | ---- | ---- | ---- |
| 23     | 22     | 25     | 389  | 283  | 464  | 347  | 281  | 310  | 306  |

| 1920 | 1930 | 1940 | 1950 | 1960 | 1970 | 1981 | 1990 | 1992 | 1994 |
| ---- | ---- | ---- | ---- | ---- | ---- | ---- | ---- | ---- | ---- |
| 307  | 313  | 295  | 607  | 380  | 269  | 212  | 234  | 241  | 241  |

| 1996 | 1998 | 2000 | 2002 | 2004 | 2006 | 2008 | 2010 | 2012 | 2014 |
| ---- | ---- | ---- | ---- | ---- | ---- | ---- | ---- | ---- | ---- |
| 272  | 276  | 298  | 320  | 364  | 360  | 360  | 360  | 355  | 357  |

| 2016 | 2018 | 2020 | 2022 | 2024 | 2026 | 2028 | 2030 | 2032 | 2034 |
| ---- | ---- | ---- | ---- | ---- | ---- | ---- | ---- | ---- | ---- |
| 361  | 352  | 366  | 377  | 379  | -    | -    | -    | -    | -    |

En el cens del 1857 Espot incorpora Estaís.

## Economia
Les activitats econòmiques tradicionals d'Espot i la seva vall eren les relacionades amb l'agricultura, la ramaderia i l'explotació dels boscos, a més de petites indústries familiars, entre les quals destacaven els molins, una serradora i una farga.
Des de mitjans del segle xx, a Espot hi varen sorgir activitats econòmiques que tenen poc a veure amb les tradicionals. Des dels anys quaranta es va començar a desenvolupar l'explotació de l'energia eòlica, que ha fet que en el terme d'Espot hi hagi fins a quatre centrals hidroelèctriques: Sant Maurici, Lladres, la Torrassa i Espot. Així mateix, les primeres llavors del turisme estiuenc de muntanya es plantaren en la segona-tercera dècada del segle. I no fou fins a partir de la segona meitat dels anys seixanta que al turisme d'estiu s'hi afegí el turisme d'hivern, amb la inauguració de l'estació d'esquí alpí de Super Espot (actualment Espot Esquí).
L'única activitat que reprèn l'esperit de les tradicionals, tot i la seva gran modernització, és la indústria lletera. Tanmateix, arran de l'aplicació de les normatives europees en aquest àmbit, també ha sofert una important davallada en els darrers vint-i-cinc anys. El 1980, Espot dedicava el 91% del seu sòl natural a les pastures, el 2,9% a l'obtenció de farratge per als animals, mentre que l'activitat dedicada a l'alimentació humana no superava el 2,1% dedicat al conreu de l'apreciada patata de muntanya.
En l'actualitat, i aproximadament des dels anys setanta del segle passat, la principal font d'ingressos del municipi és el turisme i les múltiples activitats i serveis que en deriven.

## Llocs d'interès
- Casa del Parc Nacional.[6]
- Parc Nacional d'Aigüestortes i Estany de Sant Maurici
- Barris de Solau i Obago (nuclis antics)
- Torre dels Moros
- Pont romànic
- Poble d'Estaís
- Espot Esquí
- L'Avetar (Bosc Negre)